# Stephen Oppenheimer
Pour les articles homonymes, voir Oppenheimer.
Stephen Oppenheimer, né en 1947, est un médecin et préhistorien britannique, diplômé du Green Templeton College de l'université d'Oxford et membre honoraire de la Liverpool School of Tropical Medicine. Il s'est fait connaitre du grand public en publiant des ouvrages de vulgarisation scientifique en génétique et préhistoire humaines.

## Carrière médicale
À partir de 1972 Stephen Oppenheimer a travaillé dans la pédiatrie hospitalière en Malaisie, au Népal et en Papouasie-Nouvelle-Guinée. En 1979, il s'est tourné vers la recherche médicale et l'enseignement, et a occupé des postes à la Liverpool School of Tropical Medicine, à l'Université d'Oxford, dans un centre de recherche à Kilifi, au Kenya, et à l'Université Sains Malaysia, à Penang. De 1990 à 1994, il a été président et chef de clinique au département de pédiatrie de l'université chinoise de Hong Kong. De 1994 à 1996, il a travaillé comme spécialiste principal en pédiatrie à Brunei.

## Préhistoire
Revenu en Angleterre en 1997, il a commencé une deuxième carrière comme vulgarisateur scientifique sur la génétique et la préhistoire humaines. Ses livres font la synthèse de la génétique, de l'archéologie, de l'anthropologie, de la linguistique et du folklore. Il y a proposé plusieurs hypothèses scientifiques dont certaines ont été invalidées par les découvertes ultérieures.
Plusieurs de ses ouvrages ont été adaptés sous la forme de films documentaires diffusés à la télévision au Royaume-Uni et aux États-Unis, pour lesquels il a été consultant scientifique.

## Publications
- Eden in the East : The Drowned Continent of Southeast Asia, Phoenix (Orion), 1998  (ISBN 0-7538-0679-7)
- Out of Eden, Constable and Robinson, 2004  (ISBN 1-84119-894-3) (titre au Royaume-Uni)
  - The Real Eve, Carroll & Graf, 2004  (ISBN 0-7867-1334-8) (titre aux Ètats-Unis)
- The Origins of the British – A Genetic Detective Story, Constable and Robinson, 2006  (ISBN 1-84529-158-1) (réédition 2007, Constable & Robinson  (ISBN 978-1-84529-482-3))